# Piattino Piatti
Piattino Piatti (Milano, 1441/1442 – Garlasco, dopo il 1508) è stato un militare e poeta italiano, attivo sotto la dinastia sforzesca.

## Biografia
Nato da una famiglia iscritta di recente nella nobiltà milanese, Piattino Piatti era figlio di Giorgio e fu fin dalla prima giovinezza paggio di Galeazzo Maria Sforza, conte di Pavia ed erede al trono ducale milanese in quanto primogenito di Francesco Sforza e di Bianca Maria Visconti. Stette così alla corte sforzesca per quindici anni, dove fu educato da Francesco Filelfo, finché, per motivi sconosciuti, entrò però in disgrazia presso il suo antico protettore verso la fine di gennaio del 1467, venendo incarcerato nel Castello di Monza, da cui uscì poco dopo il 29 giugno 1470. Uscito stremato fisicamente e psicologicamente da quest'esperienza (tanto che tentò più volte il suicidio), Piattino, durante la parte restante del ducato di Galeazzo Maria, risiedette prima a Ferrara presso Borso d'Este e il suo successore Ercole (dove scrisse il secondo libro degli Epigrammi); poi a Firenze da Lorenzo de' Medici. In questo periodo risalgono le prime campagne militari al servizio del duca d'Urbino Federico (di cui fu al servizio dal 1474) e di Gian Giacomo Trivulzio, rientrando a Milano nel 1476, in seguito all'assassinio del duca. il Piatti partecipò, in questi anni, a due guerre: quella che Sisto IV dichiarò contro Firenze dopo la Congiura dei Pazzi, nella quale Milano si mantenne fedele alla tradizionale alleanza con Firenze (1477-1480); e quella contro Ferrara, dove Piatti e il Trivulzio si legarono a Federico da Montefeltro in difesa di Ercole I d'Este (1482-1484).
Abbandonata la carriera militare, il Piatti non acquisì gli onori e la fama che godette a Ferrara e a Firenze né sotto la reggenza di Ludovico il Moro per il nipote Gian Galeazzo Maria (1480-1494), né tantomeno quando il Moro diventò duca (1494-1500). Benché vivesse alla corte sforzesca l'esistenza di Piattino negli anni '80 e '90 si fece alquanto oscura, probabilmente dovuta alla diffidenza dei letterati di corte e del Moro stesso. Piattino fece in tempo a vedere il crollo dell'equilibrio fra gli stati italiani patrocinato dalla Lega Italica, la discesa di Carlo VIII di Francia nel 1494, sovrano che elogiò cortigianamente, e la caduta del Moro nella battaglia di Novara (1500) per mano del nuovo re di Francia Luigi XII, che prontamente Piattino elogiò. Dal 1489 alternava il suo soggiorno tra Garlasco e Milano, per stabilirsi nella cittadina pavese (dove fondò una scuola di eloquenza) dal 1500 fino alla sua morte, avvenuta presumibilmente nel 1508 o poco oltre.
Definito dal Simioni «umanista petulante e ciarliero» e dal Filippini «figura simpatica di umanista, ma non molto diversa, moralmente, da quelle di tanti poeti cortigiani della fine del Quattrocento», la figura di Piattino Piatti in effetti non eccelse nel panorama letterario italiano della seconda metà del '400.

## Opere
- (LA) Piattino Piatti, Libellus de carcere et alia carmina, Milano, Antonius Zarotus, 1483.
- (LA) Piattino Piatti, Epigrammatum et elegiarum libri duo, Milano, apud Alexandrum Minutianum, 1502.
- (LA) Piattino Piatti, Epistolarum libri duo, Milano, 1506.
- (LA) Piattino Piatti, Epistolae ad magnum Trivultium cum tribus orationibus et uno Dialogo, Gottardo da Ponte, 1506.